# 清宁

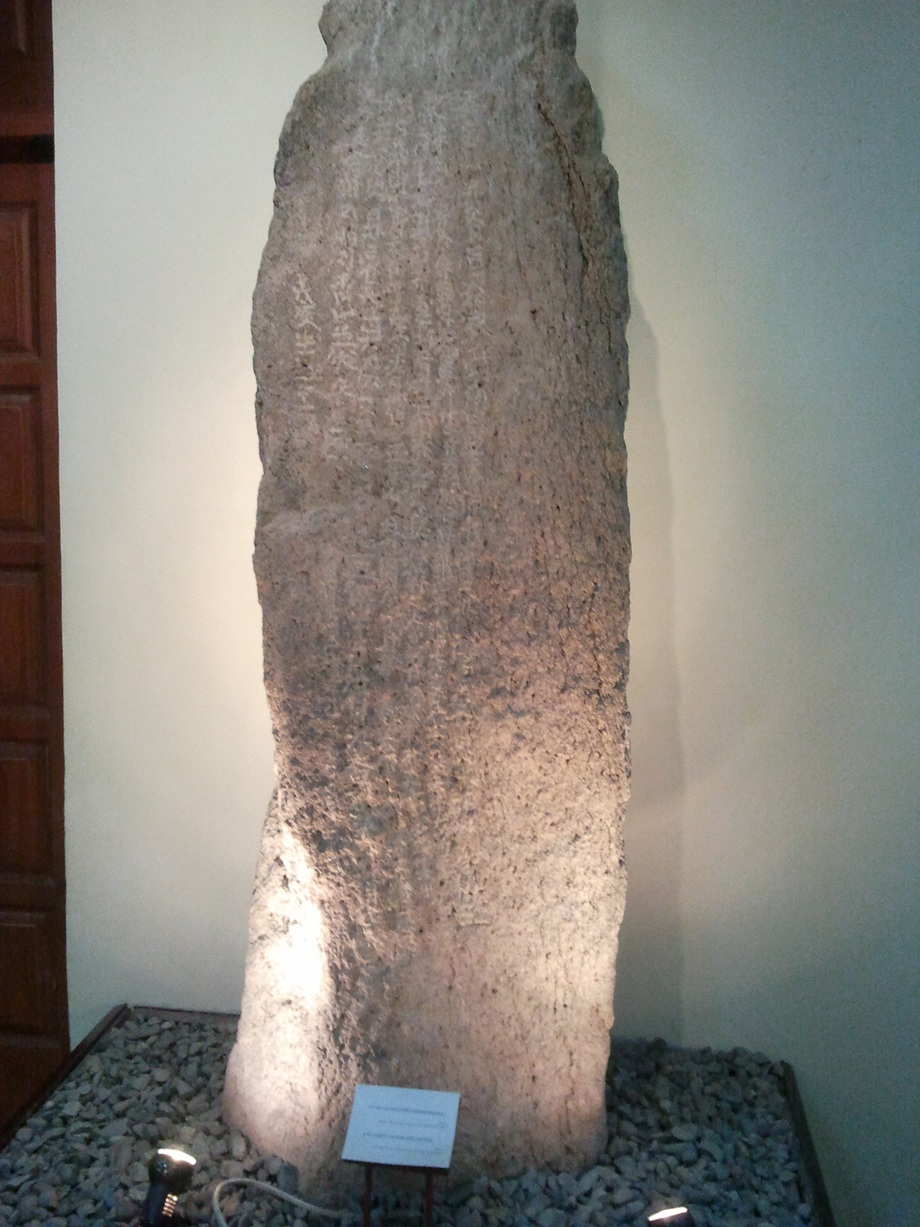
用契丹大字写成的石碑，上书日期为“清宁四年八月一日”

清宁（1055年八月—1064年）是辽道宗耶律洪基的第一個年号。辽朝使用该年号共10年。

## 改元
- 重熙二十四年——八月四日，遼興宗去世，遼道宗耶律洪基即位。八月十六日，改元清寧。[2][3]
- 清寧十一年——正月一日，改元咸雍。[4]

## 纪年對照表
| 清宁 | 元年   | 二年   | 三年   | 四年   | 五年   | 六年   | 七年   | 八年   | 九年   | 十年   |
| ---- | ------ | ------ | ------ | ------ | ------ | ------ | ------ | ------ | ------ | ------ |
| 公元 | 1055年 | 1056年 | 1057年 | 1058年 | 1059年 | 1060年 | 1061年 | 1062年 | 1063年 | 1064年 |
| 干支 | 乙未   | 丙申   | 丁酉   | 戊戌   | 己亥   | 庚子   | 辛丑   | 壬寅   | 癸卯   | 甲辰   |

## 同期存在的其他政权年号
- 中國
  - 至和（1054年－1056年）：宋—宋仁宗趙禎之年號
  - 嘉祐（1056年－1063年）：宋—宋仁宗趙禎之年號
  - 治平（1064年－1067年）：宋—宋英宗趙曙之年號
  - 福聖承道（1053年－1056年）：西夏—夏毅宗李諒祚之年號
  - 奲都（1057年－1062年）：西夏—夏毅宗李諒祚之年號
  - 拱化（1063年－1067年）：西夏—夏毅宗李諒祚之年號
  - 政安（1053年－1061年）：大理—段思廉之年號
  - 正德（1062年－1073年）：大理—段思廉之年號
- 越南
  - 龍瑞太平（1054年－1058年）：李朝—李日尊之年號
  - 彰聖嘉慶（1059年－1065年）：李朝—李日尊之年號
- 日本
  - 天喜（1053年－1058年）：後冷泉天皇之年号
  - 康平（1058年－1065年）：後冷泉天皇之年号

## 参見
- 中國年號索引

## 深入閱讀
- 李崇智. . 北京: 中華書局. 2004年12月. ISBN 7101025129.
- 鄧洪波. . 臺北: 國立臺灣大學東亞經典與文化研究計劃. 2005年3月  [2021-11-27]. ISBN 9789860005189. （原始内容 (pdf)存档于2007-08-25）.

| 前一年號： 重熙 | 辽朝年号 | 下一年號： 咸雍 |